# (3989) Odin
(3989) Odin est un astéroïde de la ceinture principale.

## Description
(3989) Odin est un astéroïde de la ceinture principale. Il fut découvert le 8 septembre 1986 à Brorfelde par Poul Jensen. Il présente une orbite caractérisée par un demi-grand axe de 2,26 UA, une excentricité de 0,19 et une inclinaison de 3,5° par rapport à l'écliptique.
Il a été nommé en référence à la divinité nordique Odin.

## Compléments